# Scott Soames
Scott Soames (* 11. August 1945) ist ein US-amerikanischer Philosophieprofessor. Er ist Experte für Sprachphilosophie und die Geschichte der Analytischen Philosophie. Bekannt ist er für seine Verteidigung eines sprachphilosophischen Programms in der Tradition von Saul Kripke und seine Kritik des Zweidimensionalismus in der Bedeutungstheorie.

## Biografie
Scott Soames studierte an der Stanford University und dem Massachusetts Institute of Technology (MIT) Linguistik und Philosophie. Am MIT erwarb er 1976 seinen Ph.D.-Abschluss.
Soames lehrte an der Yale University (1976–1980) und Princeton University (1980–2004). Seit 2004 ist er Professor an der University of Southern California. 2010 wurde er in die American Academy of Arts and Sciences gewählt.

## Werk
Soames hat Bücher und Artikel publiziert, die hauptsächlich die Themenfelder Wahrheit, Referenz und Bedeutung behandeln. Mit Nathan Salmon gab er das Buch Propositions and Attitudes 1989 heraus. Soames erweiterte das anti-deskriptivistische sprachphilosophische Programm von Saul Kripke. Er ist einer der Hauptkritiker zweidimensionaler Semantik.
Seine zweibändige Geschichte der analytischen Philosophie (Philosophical Analysis in the Twentieth Century, 2003) entstand aus einer regelmäßig in Princeton vorgetragenen Vorlesung. Das Werk wurde sehr kontrovers rezipiert. So im Notre Dame Philosophical Review, dem Blog von Brian Weatherson, der Zeitschrift The Philosophical Quarterly, und auf Soames’ eigener Webseite.

## Ausgewählte Veröffentlichungen

### Bücher
- (1989) Propositions and Attitudes, hg. mit Nathan Salmon (Oxford University Press).
- (1999) Understanding Truth (Oxford University Press).
- (2002) Beyond Rigidity: The Unfinished Semantic Agenda of 'Naming and Necessity'  (Oxford University Press).
- (2003) Philosophical Analysis in the Twentieth Century, Volumes 1 and 2 (Princeton University Press).
- (2005) Reference and Description: The Case against Two-Dimensionalism (Princeton University Press).

### Aufsätze
- (1973) "Tacit Knowledge", The Journal of Philosophy, Vol. 70, No. 11., 318-330 (with Christina Graves, Jerrold J. Katz, Yuji Nishiyama, Robert Stecker, Peter Tovey).
- (1983) "Generality, Truth Functions, and Expressive Capacity in the Tractatus", The Philosophical Review, Vol. 92, No. 4., 573-589.
- (1984) "What is a Theory of Truth?", The Journal of Philosophy, Vol. 81, No. 8., 411-429.
- (1989) "Semantics and Semantic Competence", Philosophical Perspectives, Vol. 3, 575-596.
- (1994) "Attitudes and Anaphora", Philosophical Perspectives, Vol. 8, 251-272.
- (1997) "The Truth about Deflationism", Philosophical Issues, Vol. 8, 1-44.
- (1998) "The Modal Argument: Wide Scope and Rigidified Descriptions", Noûs, Vol. 32, No. 1, 1-22.
- (1998) "Facts, Truth Conditions, and the Skeptical Solution to the Rule-Following Paradox", Noûs, Vol. 32, 313-348.